# Troja
Troja (også kaldet Ilion, Solbyen) er i græsk mytologi centrum for den trojanske krig, som det beskrives i Iliaden. Byen lå i Anatolien i det nuværende Tyrkiet, men lå under den Trojanske krig under det daværende Grækenland. I bronzealderen var stedet en fremgangsrig handelsby, hvis beliggenhed tillod kontrol over Dardanellerne, som alle handelsskibe på vej fra Ægæerhavet til Sortehavet skulle igennem.
I 1870'erne udgravede den tyske arkæolog Heinrich Schliemann området. Senere udgravninger afslørede flere byer bygget i lag. En af de tidligere byer (Troja 7) identificeres ofte som Homers Troja. Området er identificeret som byen Wilusa kendt fra hittitiske tekster; Ilion menes at være den græske udgave af det navn.
Den arkæologiske udgravning af Troja blev i 1998 tilføjet til UNESCOs Verdensarvsliste.

## Homers Troja
Det antikke Grækenlands historikere placerede den trojanske krig forskelligt: Eratosthenes satte den til 1184 f.Kr., Herodot til 1250 f.Kr, og Douris  til 1334 f.Kr.
I Iliaden slog achaierne lejr ved floden Scamander (sandsynligvis nutidens Karamenderes), som perserkongen Xerxes 1. under sin fremrykning i 480 f.Kr. fandt utilstrækkelig som drikkevand for sine soldater. Byen Troja lå på en bakke på den anden side af Scamandersletten, hvor kampene i den trojanske krig fandt sted.

## Byens navn
Αἰπύ, som Homer kalder Troja, er næsten helt sikkert identisk med det Wilusa, som i hettitiske kilder omtales som "brat". Det hettittiske stednavn Wilusa minder om et navn, Homer også benytter om byen: Ϝίλιος, Wilios, hvorfra navne som Ilios og Ilion stammer, da grækerne ophørte med at udtale W. Navnet Τροίη, Troja, var også i brug og beslægtet med et navn kendt fra hettittiske tekster: Truwisa. Måske det ene navn viste til byens citadel og det andet til den nedre by og blev beholdt af Homer, fordi flere navne gav ham mulighed for flere rim.

## Det arkæologiske Troja
Den arkæologiske udgravning af Troja er delt i flere lag, nummereret fra Troja 1 – Troja 9, nogle med underdivisioner:
|
- Troja 1: 3000–2600 f.Kr.
- Troja 2: 2600–2250 f.Kr.
- Troja 3: 2250–2100 f.Kr.
- Troja 4: 2100–1950 f.Kr.
- Troja 5: 20.–18. århundrede f.Kr.
- Troja 6: 17.–15. århundrede f.Kr.
- Troja 6h: Sen bronzealder, 14. århundrede f.Kr.
- Troja 7a: ca. 1300–1190 f.Kr., den mest sandsynlige kandidat til Homers Troja.
- Troja 7b1: 12. århundrede f.Kr.
- Troja 7b2: 11. århundrede f.Kr.
- Troja 7b3: indtil ca. 950 f.Kr.
- Troja 8: omkring 700 f.Kr.
- Troja 9: 1. århundrede f.Kr.

### Troja 1
Allerede kort tid før 3000 f.Kr lå der en befæstet borg, Troja 1, på Hisarlık-højden. Den var residens for en fyrstefamilie, en typisk megaron (= stor hal), næsten 20 meter lang og 7 meter bred, med soveværelse, køkken, ildsted og hygiejnisk komfort. Borgen var en forløber for den klassiske akropolis, med borgen knejsende over befolkningen bosat på højens skråninger og sletten nedenunder. Her fandt man importerede gudebilleder af marmor og lerkar indført fra det græske fastland eller Kykladerne. Ringmuren kan stadig ses efter 5.000 år udgravet i sin fulde højde på 3,5 meter.

### Troja 2
Ringmuren blev udvidet, forstærket og gennembrudt af mægtige porte. Fyrsten fik udbygget sin borg, så hans borghal på 10 x 20 meter er den største bygning kendt fra nogen forhistorisk udgravning. Troja 2 gik til grunde omkring 2300 f.Kr. ved en brandkatastrofe, der efterlod en enorm askebunke mellem de sodede fæstningsmure. Men her fandt Schliemann i 1873 også en enestående skat af guld, sølv og bronze, som han selv kaldte "Priamos' skat".
Det store diadem af guld var sammensat af 16.353 dele. Også bronzegenstandene - 16 økser, syv dolke, en kniv og en nøgle - er imponerende, da bronzestøbning den gang var ukendt i Troja. De må enten være importvare eller krigsbytte fra nabofolk i Lilleasien. I 1935 fandt man ved udgravninger nord for Bogazköy i Anatolien, at der fandtes fremragende guldsmede inden for rækkevidde af en trojansk hær. Hvad nåle, øreringe og halsbånd angår, er tilsvarende smykker udgravet ved Polichni på Lemnos. Den trojanske fyrste har haft betydelige resurser, hvad enten han tilegnede sig smykkerne ved plyndring, krig eller byttehandel.

### Troja 3
Byen var af beskeden størrelse og en slående kontrast til sin forgænger, med smalle gader og smøger mellem huse bygget af sten (ikke af tegl). Østersskaller og knogler er trådt ned i jorden.

### Troja 4 og 5
Omkring 2200 f.Kr. ser det ud til, at området fik et nyt opsving med disse to mere velstående byer.

### Troja 6
Troja 6 adskilte sig helt fra de fem første bysamfund, der havde ligget på stedet i 1.000 år. Troja 6 var en mægtig fyrstestat som i de to første faser, men potteskårene i dette lag stammer fra det grå lergods, Schliemann kaldte "minyisk" (efter den mytiske kong Minyas af Bøotien),  genkendelig ved den særlige teknik benyttet ved brænding og overfladebehandling. Denne teknik anvendtes kun af dorere, der omkring 1950 f.Kr. vandrede ind i Grækenland fra nord og bragte det græske sprog med sig.
I Troja 6 findes for første gang spor af heste i form af knogler, hvad der ikke kendes fra de underliggende lag. Hesten ser ud til at have nået grækerne og trojanerne samtidigt, sandsynligvis nordfra. I byens sidste epoke importerede den store mængder spydspidser, bronzedolke, elfenben og sværdpynt af marmor og alabast, samt vaser af mykensk oprindelse. Byttevaren har sandsynligvis været uld, da det vrimler med knogler fra får og geder samt udstyr til den håndten, ulden blev spundet på. Når Homer kaldte Troja for "staden med de ypperlige heste", trojanerne for "hestetæmmere" og deres helt Hektor for "den hestetumlende Hektor", kan det også tænkes, at heste har vært en værdifuld eksportvare for byen.
I Troja 6 var borgområdet udvidet og omgivet af svære mure - sine steder i ni meters højde - med en omkreds på 500 meter. Muren havde en lodret indervæg og skrånede ydervæg, med fremspringende fæstningstårne og fire porte. De fleste steder hvilede muren direkte på klippen, men nogle steder på et kunstigt jordlag, måske tænkt som en "stødpude" for at svække virkningen af egnens hyppigt forekommende jordskælv. Men selv om Troja 6 bestod i omkring 500 år, anser man i dag, at det netop var et jordskælv, der til sidst lagde byens største bygninger og en stor del af dens mure i ruiner.

### Troja 7
Det arkæologiske lag kendt som Troja 7a, regnes som det sandsynligste sted for Homers Troja. Troja 7a rejste sig hurtigt på ruinerne efter Troja 6, dog uden at kunne måle sig med sin forgænger; men Troja 7a var omsluttet af en bymur med ni meter høje tårne; fundamentet for en af dets bastioner måler 18 x 18 meter. Alligevel levede byen næppe længere end fra omkring 1275 til omkring 1240 f.Kr., hvor den bekræftet ved udgravninger systematisk blev tilintetgjort. Hvert eneste hus i Troja 7a blev forvitrede mursten og forkullet træ. Mens der er få menneskeskeletter i de underliggende lag, har man i døråbningen til et bageri i Troja 7a fundet stykker af et kranium tæt på en mykensk pilespids; og ved de nordvestlige forsvarsmure lå et skelet med kranieskader og en brækket kæbe.
Indtil udgravningerne i 1988 var problemet, at Troja 7 så ud til at være et fort på en bakketop og ikke en by af den størrelse, Homer beskrev. Senere identifikation af dele af forsvarsmurene gav grund til at tro, at byen var "mindst ti gange større end tidligere udgravere – og dermed offentligheden – havde regnet med". Manfred Korfmann anslog Troja 7 til mindst 200.000 kvadratmeter og satte indbyggertallet til 5.000-10.000. Det gjorde det til "en stor og vigtig by efter datidens mål".
De overlevende rejste en ny by, Troja 7b, som i løbet af 50 år blev erobret af folk med en fremmed kultur, måske fra Balkan.

### Troja 9
Byen blev ødelagt af Sullas rival, den romerske general Fimbria i 85 f.Kr. efter 11 dages belejring. Samme år, da Sulla havde besejret general Fimbria, belønnede han Troja - nu kaldt Ilion - for byens loyalitet. Ilion takkede for hans hjælp til genopbygningen ved at indføre en ny kalender med udgangspunkt i år 85 f.Kr. I de følgende tiår forblev byen alligevel fattig; og i 80 f.Kr. blev den dertil udsat for et angreb fra sørøvere. Julius Cæsar belønnede senere byen for dens loyalitet under krigene mod Mithridates. Dertil kom juliernes påstående nedstamning fra gudinden Venus gennem den trojanske prins Æneas, hvad der gjorde Ilions befolkning til noget nær Julius Cæsars egen æt.
Augustus sendte sine veteraner fra 16. legion til Ilion for at bosætte sig der. I år 20 f.Kr. aflagde han selv byen et besøg og sørgede derefter for restaurering og genopbygning af teateret og af Athena Ilias' helligdom. Til gengæld rejste byen en statue af kejseren. Kejser Hadrian besøgte byen i år 124, og der er fundet en statue af ham i Ilions odeon. Hans besøg markerede starten på en gylden æra, hvor der blev rejst romerske bade, et nymphaeum og en akvædukt, man stadig kan se rester af ved Kemerdere. Det næste kejserbesøg stod Caracalla for i år 214. Under sit ophold dræbte han sin yndling Festus, som blev begravet efter gammel stil i en gravhøj af samme slags som Achilles og Aias havde fået. Igen blev byens odeon renoveret.
I 267 plyndrede gotere egnen, men i 300-tallet kom Ilion igen til hægterne, måske ved hjælp af Konstantin den Store, der overvejede at flytte hovedstaden til Ilion - men ombestemte sig og byggede Konstantinopel. Et jordskælv omkring år 500 satte endeligt punktum for Ilions velstand og lange historie.